# Anancylus malasiacus
Anancylus malasiacus là một loài bọ cánh cứng trong họ Cerambycidae.